# 戈氏黏盲鰻
戈氏黏盲鰻，為盲鳗科黏盲鰻屬的其中一種，分布於東印度洋的西澳大利亞海域，為深海魚類，棲息深度260-705公尺，體延長呈圓柱狀，體後方側扁，眼退化為皮膚所覆蓋，無上下頜，口腔外緣具3對鬚，8個對鰓囊，22個前鰓黏液孔、50個軀幹黏液孔、9個尾部黏液孔，共81個，體長可達79公分，主要棲息在大陸坡泥底部，屬肉食性，主要以腐屍為食，沒有交配器官，性腺位於腹膜腔內，卵巢位於性腺的前部，睾丸位於性腺的後部，若性腺的顱部發育，則成為雌性；若性腺的尾部發生分化，則成為雄性，生活習性不明。